# Chilotrogus batillarius
Chilotrogus batillarius är en skalbaggsart som beskrevs av Bates 1891. Chilotrogus batillarius ingår i släktet Chilotrogus och familjen Melolonthidae. Inga underarter finns listade i Catalogue of Life.